# Buonvicino
Buonvicino är en ort och kommun i provinsen Cosenza i regionen Kalabrien i Italien. Kommunen hade 2 229 invånare (2017).